# Abilio Martínez Varea
Abilio Martínez Varea (ur. 29 stycznia 1964 w Autol) – hiszpański duchowny katolicki, biskup Osma-Soria w latach 2017–2025, biskup Ciudad Real (nominat).

## Życiorys
Święcenia kapłańskie otrzymał 30 września 1989 i został inkardynowany do diecezji Calahorra y La Calzada-Logroño. Przez kilka lat pracował jako wikariusz, a w 1998 został szefem kurialnego sekretariatu ds. młodzieży. W latach 2000–2003 był delegatem ds. apostolstwa świeckich, a w latach 2005–2017 pełnił funkcję wikariusza biskupiego ds. duszpasterskich.
5 stycznia 2017 papież Franciszek mianował go ordynariuszem diecezji Osma-Soria. 11 marca tegoż roku przyjął sakrę biskupią z rąk arcybiskupa Burgos, Fidela Herráez Vegas. 9 lipca 2025 papież Leon XIV mianował go biskupem diecezji Ciudad Real.